# أحمد بن الخصيب الجرجرائي
أبو العباس أحمد بن الخصيب الجرجرائي الكاتب، كان ضابط مدني في زمن الخلافة العباسية في منتصف القرن التاسع، ثم تولى منصب الوزير، وقد استوزره محمد المنتصر بالله، ثم أحمد المستعين بالله. وارتفع شأنه، ثم نكب، ونفاه المستعين إلى الغرب في سنة 248هـ/ 862م. توفي سنة 265هـ/ 879م.